# Unterseeboot 313
Le Unterseeboot 313 (ou U-313) est un sous-marin allemand (U-Boot) de type VII.C utilisé par la Kriegsmarine (marine de guerre allemande) pendant la Seconde Guerre mondiale.

## Construction
L'U-313 est un sous-marin océanique de type VII C. Construit dans les chantiers de Flender Werke AG à Lübeck, la quille du U-313 est posée le 11 mai 1942 et il est lancé le 27 mars 1943. L'U-313 entre en service deux mois plus tard.

## Historique
Mis en service le 20 mai 1943, l'Unterseeboot 313 reçoit sa formation de base à Danzig en Pologne au sein de la 8. Unterseebootsflottille jusqu'au 30 novembre 1943, puis l'U-313 intègre sa formation de combat à Bergen en Norvège avec la 11. Unterseebootsflottille. Le 15 septembre 1944, l'U-313 rejoint la 13. Unterseebootsflottille à Drontheim à la base sous-marine Dora.
L'Unterseeboot 313 a effectué 12 patrouilles, tous sous les ordres de l'Oberleutnant zur See, puis Kapitänleutnant Friedrich Schweiger, dans lesquelles il n'a ni coulé, ni endommagé de navire marchand ennemi au cours des 291 jours en mer qu'il effectua.
En vue de la préparation de sa première patrouille, l'U-313 quitte le port de Kiel le 20 janvier 1944 pour rejoindre, quatre jours plus tard, le port de Stavanger le 23 janvier 1944. Le lendemain, il appareille pour Bergen en Norvège qu'il atteint le 25 janvier 1944 après deux jours en mer.
Le 26 janvier 1944, il quitte, pour sa première patrouille, Bergen pour rejoindre Hammerfest qu'il rejoint huit jours plus tard le 2 février 1944. Cinq jours plus tard, le 7 février 1944, il continue sa mission et revient au port d'Hammerfest le 29 février 1944 après 23 jours en mer.
Au cours de la quatrième patrouille, partant le 30 mai 1944 de Narvik et arrivant le 3 juillet 1944 à Bergen, l'Oberleutnant zur See Friedrich Schweiger est promu le 1er juin 1944 au grade de Kapitänleutnant.
Pour sa douzième patrouille, il appareille du port de Harstad le 17 avril 1945 pour rejoindre Narvik 22 jours plus tard le 8 mai 1945, date de la capitulation de l'Allemagne nazie. Le lendemain, l'U-313 est capturé à Narvik et reprend la mer le même jour pour rejoindre Skjomenfjord.
Les U-Boots qui se trouvent dans la région de Narvik à la fin de la guerre sont tous déplacés vers Skjomenfjord sur les ordres alliés, pour éviter les conflits avec les norvégiens, le 12 mai. Le 15 mai, un convoi allemand de cinq navires (le fleet tender Grille avec le personnel du Führer der U-Boote (en) (FdU) norvégien à bord, le navire ravitailleur Kärnten, le navire de réparation Kamerun et les navires d'intendance Huascaran et Stella Polaris) et 15 U-Boote (U-278, U-294, U-295, U-312, U-313, U-318, U-363, U-427, U-481, U-668, U-716, U-968, U-992, U-997 et U-1165) appareille pour son transfert à Trondheim, mais il est intercepté après deux jours par le 9e groupe d'escorte au large des côtes norvégiennes et a officiellement capitulé. Alors que les navires sont autorisés à rendre à Trondheim, les U-Boots sont escortés vers Loch Eriboll en Écosse, et arrivent le 19 mai. Tous les sous-marins sont plus tard dans ce même mois transférés à Lisahally ou Loch Ryan pour l'Opération Deadlight.
Il prend le 15 mai 1945 la route vers la Grande-Bretagne et atteint Loch Eriboll en Écosse le 19 mai 1945 et plus tard Loch Ryan en préparation de l'Opération Deadlight, opération Alliée pour la destruction de la flotte de U-Boote de la Kriegsmarine.
L'U-313 est coulé le 27 novembre 1945 à la position géographique de 55° 40′ N, 8° 24′ O.

## Affectations successives
- 8. Unterseebootsflottille à Danzig du 20 mai au 31 décembre 1943 (entrainement)
- 11. Unterseebootsflottille à Bergen du 1er janvier au 14 septembre 1944 (service actif)
- 13. Unterseebootsflottille à Drontheim du 15 septembre 1944 au 8 mai 1945 (service actif)

## Commandement
- Oberleutnant zur See, puis Kapitänleutnant Friedrich Schweiger du 20 mai 1943 au 9 mai 1945

## Patrouilles
|       | Commandant                | Départ            | Départ          | Arrivée           | Arrivée                    | Jours     | Succès |
| ----- | ------------------------- | ----------------- | --------------- | ----------------- | -------------------------- | --------- | ------ |
|       | Oblt. Friedrich Schweiger | 20 janvier 1944   | Kiel            | 23 janvier 1944   | Stavanger                  | 4 jours   |        |
|       | Oblt. Friedrich Schweiger | 24 janvier 1944   | Stavanger       | 25 janvier 1944   | Bergen                     | 2 jours   |        |
| 1     | Oblt. Friedrich Schweiger | 26 janvier 1944   | Bergen          | 2 février 1944    | Hammerfest                 | 8 jours   |        |
| →     | Oblt. Friedrich Schweiger | 7 février 1944    | Hammerfest      | 29 février 1944   | Hammerfest                 | 23 jours  |        |
| 2     | Oblt. Friedrich Schweiger | 15 mars 1944      | Hammerfest      | 13 avril 1944     | Narvik                     | 30 jours  |        |
| 3     | Oblt. Friedrich Schweiger | 25 avril 1944     | Narvik          | 12 mai 1944       | Narvik                     | 18 jours  |        |
| 4     | Oblt. Friedrich Schweiger | 30 mai 1944       | Narvik          | 3 juillet 1944    | Bergen                     | 35 jours  |        |
| 5     | Kplt. Friedrich Schweiger | 6 septembre 1944  | Bergen          | 14 septembre 1944 | Narvik                     | 9 jours   |        |
| 6     | Kplt. Friedrich Schweiger | 20 septembre 1944 | Narvik          | 23 septembre 1944 | Skillefjord                | 4 jours   |        |
| 7     | Kplt. Friedrich Schweiger | 26 septembre 1944 | Skillefjord     | 3 novembre 1944   | Narvik                     | 39 jours  |        |
| 8     | Kplt. Friedrich Schweiger | 23 novembre 1944  | Narvik          | 6 décembre 1945   | Bogenbucht                 | 14 jours  |        |
| 9     | Kplt. Friedrich Schweiger | 11 décembre 1945  | Bogenbucht (de) | 16 décembre 1945  | Trondheim                  | 6 jours   |        |
| 10    | Kplt. Friedrich Schweiger | 23 décembre 1945  | Trondheim       | 17 février 1945   | Narvik                     | 57 jours  |        |
| 11    | Kplt. Friedrich Schweiger | 16 mars 1945      | Narvik          | 29 mars 1945      | Harstad                    | 14 jours  |        |
| 12    | Kplt. Friedrich Schweiger | 17 avril 1945     | Harstad         | 8 mai 1945        | Narvik                     | 22 jours  |        |
|       | Kplt. Friedrich Schweiger | 12 mai 1945       | Narvik          | 12 mai 1945       | Skjomenfjord               | 1 jour    |        |
|       | Kplt. Friedrich Schweiger | 15 mai 1945       | Skjomenfjord    | 19 mai 1945       | Loch Eriboll - Royaume-Uni | 5 jours   |        |
| Total | Total                     | Total             | Total           | Total             | Total                      | 291 jours | 0 t    |

Note : Oblt. = Oberleutnant zur See - Kplt. = Kapitänleutnant

### Opérations Wolfpack
L'U-313 a opéré avec les Wolfpacks (meute de loups) durant sa carrière opérationnelle.
1. Werwolf (28 janvier 1944 - 1er février 1944)
2. Werwolf (7 février 1944 - 28 février 1944)
3. Thor (17 mars 1944 - 5 avril 1944)
4. Donner (5 avril 1944 - 11 avril 1944)
5. Donner & Keil (26 avril 1944 - 3 mai 1944)
6. Trutz (3 mai 1944 - 9 mai 1944)
7. Grimm (31 mai 1944 - 6 juin 1944)
8. Trutz (6 juin 1944 - 28 juin 1944)
9. Schwefel (22 septembre 1944 - 25 septembre 1944)
10. Hagen (17 mars 1945 - 21 mars 1945)
11. Faust (21 avril 1945 - 1er mai 1945)

## Navires coulés
L'Unterseeboot 313 n'a ni coulé, ni endommagé de navire marchand ennemi au cours des 12 patrouilles (279 jours en mer) qu'il effectua.

### Source et bibliographie
- (en) Cet article est partiellement ou en totalité issu de l’article de Wikipédia en anglais intitulé « German submarine U-313 » (voir la liste des auteurs).
- Chris Bishop, historien militaire (trad. de l'anglais par Christian Muguet), Les sous-marins de la Kriegsmarine : 1939-1945 : le guide d'identification des sous-marins [« The spellmount submarine identification guide : Kriegsmarine U-boats 1939-1945 »], Paris, Éd. de Lodi, 2008, 192 p. (ISBN 978-2-84690-327-1, OCLC 470721805, BNF 41298980)